# Siculobata sicula
Siculobata sicula är en kvalsterart som först beskrevs av Berlese 1892.  Siculobata sicula ingår i släktet Siculobata och familjen Hemileiidae.

## Underarter
Arten delas in i följande underarter:
- S. s. sicula
- S. s. platensis